# Suimanga d'Oustalet
El suimanga d'Oustalet (Cinnyris oustaleti) és un ocell de la família dels nectarínids (Nectariniidae).

## Hàbitat i distribució
Habita el bosc miombo del centre d'Angola, extrem nord-est de Zàmbia, Malawi i l'extrem sud-oest de Tanzània.